# Pertti Poutiainen
Pertti Poutiainen, född 1956, är en svensk författare, pensionerad fysiklärare och företagare. Han har tidigare bedrivit forskning inom teoretisk elementarpartikelfysik vid Stockholms Universitet. 
Hans föräldrar är födda i Finland, men flyttade till Sverige innan Poutiainen föddes.
Pertti Poutiainen skrev tillsammans med sin bror Kari Poutiainen boken Inuti labyrinten: om mordet på Olof Palme 1995. Boken går i detalj genom händelserna timmarna efter mordet på Sveriges statsminister Olof Palme, riktar kritik mot polisens arbete och framför teorin att mördarjakten kan ha försinkats medvetet.
Poutiainen har drivit ett konsultföretag i databranschen tillsammans sin andra bror, Erkki Poutiainen. Han var aktiv i föreningen Vetenskap och Folkbildning under 1980-talet.